# Юда га-Насі
Юда га-Насі (бл.135 — бл.220) — визнаний римлянами глава Синедріону, систематизатор Усного Закону і редактор Мішни, на якому базується Талмуд і з якого отримано класичний єврейський закон Галаха. Голова єврейської громади в Палестині під час репресій після повстання Бар Кохби.
Сучасники називали його «нашим святим рабином» (rabbenu ha-kadosz). З часом стали називати просто Раббі. Він був сином Шимона бен Гамлієля II, керівника релігійної академії в Узі, де Юда провів юність. Єврейська традиція пов'язує його дружбою з імператором Антонієм (Марком Аврелієм або Александром Севером). У той же час він користувався широким визнанням серед євреїв у Палестині. Скориставшись мирними часами, він взявся за остаточну редакцію Мішни, тому був представником останнього, шостого покоління танаїтів. Він створив науковий та релігійний центр у Сепфорісі, де згодом помер. Його поховали у Бет-Шеарімі. Його учнями були Абба Аріха та Мар Шмуель, пропагандисти юдаїзму у равінській версії у Вавилонії та засновники його равінських академій.